# Torymus orissaensis
Torymus orissaensis är en stekelart som först beskrevs av Mani 1936.  Torymus orissaensis ingår i släktet Torymus och familjen gallglanssteklar. Inga underarter finns listade i Catalogue of Life.